# David Borrelli (Eishockeyspieler)
David „Dave“ Aaron Borrelli (* 4. Januar 1981 in Sault Ste. Marie, Ontario) ist ein ehemaliger italo-kanadischer Eishockeyspieler, der zuletzt bis zum Saisonende 2014/15 für Asiago Hockey in der Eliteliga Serie A aktiv war.

## Karriere
Borrelli, der als Sohn italienischer Einwanderer in Kanada geboren wurde und aufwuchs, begann seine Karriere als Eishockeyspieler bei den Sault Ste. Marie North Stars. Während seiner Zeit dort wurde er als fairster Spieler des Air Canada Cupsausgezeichnet. Anschließend spielte er für die Soo Thunderbirds in der Northern Ontario Junior Hockey League. 2002 wechselte er zum College-Team der Mercyhurst University, den Mercyhurst Lakers, für die er bis 2006 in der NCAA aktiv war. Nach kurzen Gastspielen bei den Reading Royals und den Cincinnati Cyclones stand der Stürmer ein Jahr bei den Fresno Falcons, die wie die beiden vorgenannten Mannschaften in der ECHL spielen, unter Vertrag und absolvierte dort 55 Spiele. 2007 ging er zum italienischen Erstligaklub Asiago Hockey, dessen Mannschaftskapitän er von 2011 bis 2015 war. Mit der Mannschaft aus Venetien gewann er 2010, 2011 und 2013 die italienische Meisterschaft, 2013 auch die Supercoppa.
Seit dem 13. März 2013 verfügt Borrelli auch über einen italienischen Pass, so dass er nicht mehr unter das Ausländerkontingent der Serie A fällt.

### International
Borrelli debütierte im November 2012 in der italienischen Nationalmannschaft im Rahmen von Spielen der Euro Hockey Challenge, obwohl er zu diesem Zeitpunkt noch nicht die italienische Staatsbürgerschaft besaß. Bei der Weltmeisterschaft im April 2013 erreichte er mit der italienischen Mannschaft Platz zwei in Gruppe A der Division I und damit die sofortige Rückkehr in die Top-Division. Er steuerte zum Aufstieg zwei Tore – je eines beim 4:0-Auftaktsieg gegen Südkorea und beim 4:1-Erfolg gegen Japan – bei. Anschließend nahm er an der Weltmeisterschaft 2014 in der Top-Division teil. Er absolvierte achtzehn Länderspiele für die italienische Nationalmannschaft.

## Erfolge und Auszeichnungen
- 1999 Sportlich fairster Spieler des Air Canada Cups
- 2010 Italienischer Meister mit Asiago Hockey
- 2011 Italienischer Meister mit Asiago Hockey
- 2013 Italienischer Meister mit Asiago Hockey
- 2013 Aufstieg in die Top-Division bei der Weltmeisterschaft der Division I, Gruppe A
- 2013 Gewinn der italienischen Supercoppa mit Asiago Hockey
- 2015 Italienischer Meister mit Asiago Hockey